# Ermita de Sant Jaume de Fadrell
L'ermita de Sant Jaume de Fadrell, situada en la partida de Fadrell, en el Caminàs, a Castelló de la Plana, a la comarca de la Plana Alta, és un conjunt catalogat, de manera genèrica, com Bé de Rellevància Local, segons la Disposició Addicional Cinquena de la Llei 5/2007, de 9 de febrer, de la Generalitat, de modificació de la Llei 4/1998, d'11 de juny, del Patrimoni Cultural Valencià (DOCV Núm. 5.449 / 13/02/2007), amb codi: 12.05.040-005.

## Història
El Caminàs és un dels molts camins rurals que teixeixen la xarxa existent en l'horta de Castelló. És una via d'una antiguitat remota, possiblement de l'època de dominació romana, que discorre paral·lela a la costa i travessa el municipi de nord a sud, i dona lloc a nombroses bifurcacions.
Al llarg del Caminàs, amb discórrer del temps, i sobretot a partir de l'època medieval, s'edificaren alqueries que a poc a poc acaben transformades en poblats, com va ocórrer amb Fadrell, assentament que va arribar a tenir certa importància abans i després de la reconquesta. De la mateixa manera, després de la reconquesta al llarg d'aquest camí, i en els seus voltants sorgeixen una sèrie d'ermites que eren la forma que tenien els llauradors d'honorar els sants de la seva devoció i sol·licitar la seva protecció.
Malgrat la senzillesa arquitectònica, les ermites del Caminàs solen presentar una major complexitat d'elements i, amb freqüència, en ornamentació i objectes de culte. De fet, n'hi han que tenen molt de valor, que és manifestació de l'esplendor de la societat que es desenvolupava en aquestes terres riques i fèrtils.
Formen part d'aquestes ermites: Ermita de Sant Francesc de la Font, Ermita de San Isidre, Ermita de Sant Jaume de Fadrell, Ermita de Sant Josep del Censal, Ermita de Sant Roc de Canet, Ermita de la Font de la Salut, i relacionades amb totes ella caldria assenyalar la de la Magdalena i la Basílica del Lledó, ambdues d'una gran rellevància.
Fadrell és avui en dia el nom que rep una partida d'horta que se situa a uns 4 quilòmetres al sud de la ciutat. Se sap que després de la reconquesta de la zona en 1233 per les tropes del rei En Jaume, van ser donades pel rei, primer a l'Orde de Calatrava i, més tard, a l'Orde de Sant Jaume el que va fer que es transformés en la Comanadoria menor depenent de la Comanadoria de Montalbán.
L'ermita és fruit de la voluntat dels responsables d'aquesta Orde, elevant-se al segle xiv la primera dedicada al seu patró Sant Jaume. El complex inicial presentava, també, un cementiri annex que encara es conserva. Atès que quan es va construir aquesta ermita, el Fadrell era un important assentament cristià, l'ermita va exercir funcions de parròquia.
Entrat el segle xvi es va decidir edificar una nova església, de major grandària, que es va construir en perpendicular a l'antic edifici i que és l'actual ermita, encara que vovió a ser reformada a la fi del segle xvii, en concret en 1696, pel mestre d'obres Ignasi Vilallave, i en aquestes obres es va substituir el trespol de fusta per voltes de pedra, es va aixecar un pòrtic i una nova porta d'accés al temple. Les obres es continuen en 1704, any en què Martín Queralt va dirigir unes obres encaminades a afegir noves dependències al temple. Ja en ple segle XX es van dur a terme les últimes reformes. En 1925 es van realitzar unes intervencions i en 1983 es va reestructurar tot el conjunt seguint el projecte de l'arquitecte Francisco Segarra, prenent el pati central com a focus d'atenció i distribució de la resta de les dependències, una de les quals va passar a utilitzar-se com a Museu Municipal d'Etnologia a partir del 25 de juliol de 1985.
Com a conseqüència de les obres iniciades entre els mesos de juny del 2003 i maig de 2004 per a la construcció d'una nova carretera d'accés al port de Castelló, es va realitzar una prospecció i excavació en extensió en una zona de camps de cultiu que se situava enfront de l'ermita de Sant Jaume de Fadrell, just en el lloc on se suposava que hi havia hagut una alqueria andalusina que va ser ocupada pels cristians després de la reconquesta. Això va portar a la troballa en un primer nivell, d'ús agrícola, de fragments ceràmics dispersos i inconnexos, gairebé tots de cronologia islàmica; i un segon nivell que corresponia al terreny natural, de color vermellós i textura argilenca, en el qual es van trobar restes estructurals (murs, acumulacions de pedres i un forn) i es van excavar cubetes i un nombre molt elevat de pous, que no es van considerar com a pous per a l'extracció d'argila, sinó com a possibles sitges, ja que presentaven tapadores, la qual cosa tampoc els feia útils com a aljubs. D'entre totes les peces de ceràmica oposada va haver-hi algunes que van ser mereixedores d'especial atenció i estudi com el conegut “ataifor de Sant Jaume de Fadrell”.
L'any 2013, per a les celebracions de la festa es van presentar les restauracions d'algunes peces d'orfebreria del Museu, un calze de plata, de 1816, que va ser regal de José María Bucarelli, últim Comanador que va tenir la Comanda de Fadrell.

## Descripció
La primitiva ermita és actualment el conegut com a “Saló Gòtic”, el qual presenta traces gòtiques típiques de les anomenades esglésies de reconquesta així com característics arcs torals apuntats.
El temple presenta planta rectangular, alts murs, coberta de teules a dues aigües i remata la seva façana amb un estilitzat campanar de paret de fàbrica de maons, una única campana i creu de forja. La porta principal, en forma d'arc de mig punt, se situa en el costat de l'Evangeli, i ve el pòrtic que la precedeix, està cobert per un sostre de fusta a un sol vessant.
Interiorment presenta nau única i sense capelles, coberta de volta d'aresta en la qual s'empren arcs perpiaños. Presenta abundant decoració i diversos elements arquitectònics típics de les diferents èpoques en les quals ha sofert intervencions.
cal destacar el retaule de l'altar major, datat del segle xviii, en estil rococó, amb l'escultura de Sant Jaume en el nínxol central, envoltada per llenços que representen a San Miguel, Sant Andrés i Sant Senén. Per la seva banda, en el Saló Gòtic, es conserva el retaule de l'ermita antiga, consistent en una taula amb pintures obra de 1545, atribuïdes a l'artista aragonès Pere Pertús, i considerada una peça única en el municipi tant per la seva antiguitat com per la seva factura. Els altres objectes de valor estan en el Museu Etnogràfic, com, per exemple, un frontal d'altar de 1680, una casulla i capa pluvial del segle xvi o diverses peces d'orfebreria, datades del segle xviii.

## Festa
La Comanadoria de Sant Jaume de Fadrell la hi encarrega d'organitzar les festes de l'ermita, les quals tenen lloc el diumenge següent al 25 de juliol. Aquestes festes inclouen actes religiosos i populars. D'entre els primers destaquen: la Missa Solemne, la processó pels voltants, el Rosari de l'Aurora i el cant dels Gojos. Mentre que actes populars són per exemple els focs artificials i el tradicional i concorregut “porrat”.